# Bossangoa
Bossangoa é uma cidade localizada no noroeste da República Centro-Africana. É a capital da prefeitura de Ouham. Sua população era de 36 478 habitantes em 2003, data do último censo oficial do país.